# Imigração portuguesa na Estónia
Os Portugueses na Estónia ( em estoniano:  Portugali inimesed Eestis) são cidadãos e residentes da Estónia de ascendência portuguesa .
Os portugueses na Estónia (também conhecidos como Comunidade portuguesa na Estónia / Luso-estonianos ) são os cidadãos ou residentes da Estónia cujas origens étnicas residem em Portugal.
Os estonianos portugueses são cidadãos nascidos em Portugal com cidadania estónia ou cidadãos nascidos na Estónia de ascendência ou cidadania portuguesa.
Havia 254 residentes estrangeiros com cidadania portuguesa a viver na Estónia em 2020.  Constituíam assim 0,02% da população do país .

## História

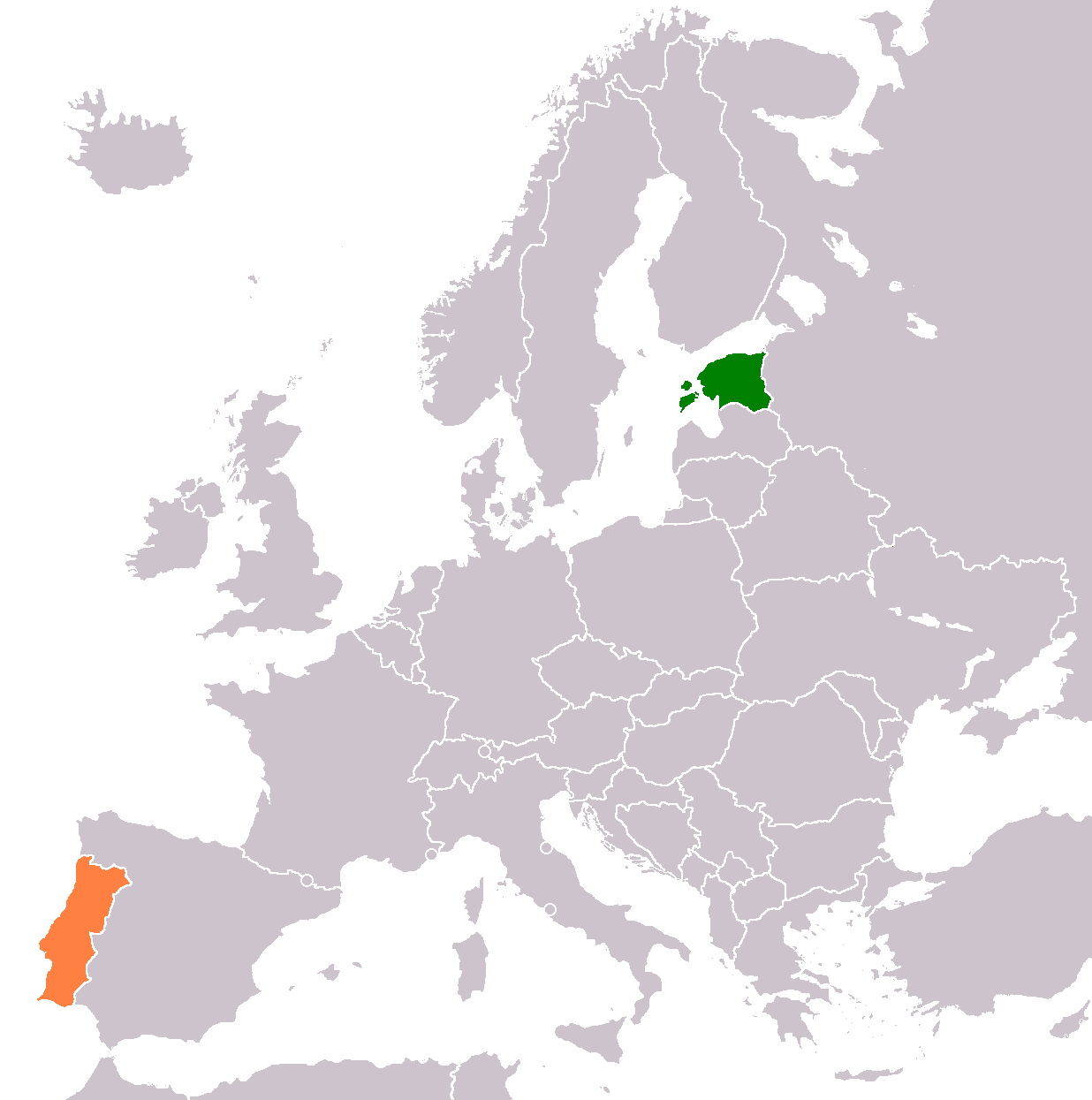
Mapa mostrando a localização dos dois países na Europa

A narrativa da comunidade portuguesa na Estónia é bastante nova. Ambas as nações fazem parte da UE e também da  NATO. Além disso, compartilham uma moeda comum. Algumas pessoas de nacionalidade portuguesa vieram para a região com fins de estudo: no ano de 2022, havia 8 estudantes portugueses a realizar os seus estudos na Estónia.

## Remessas

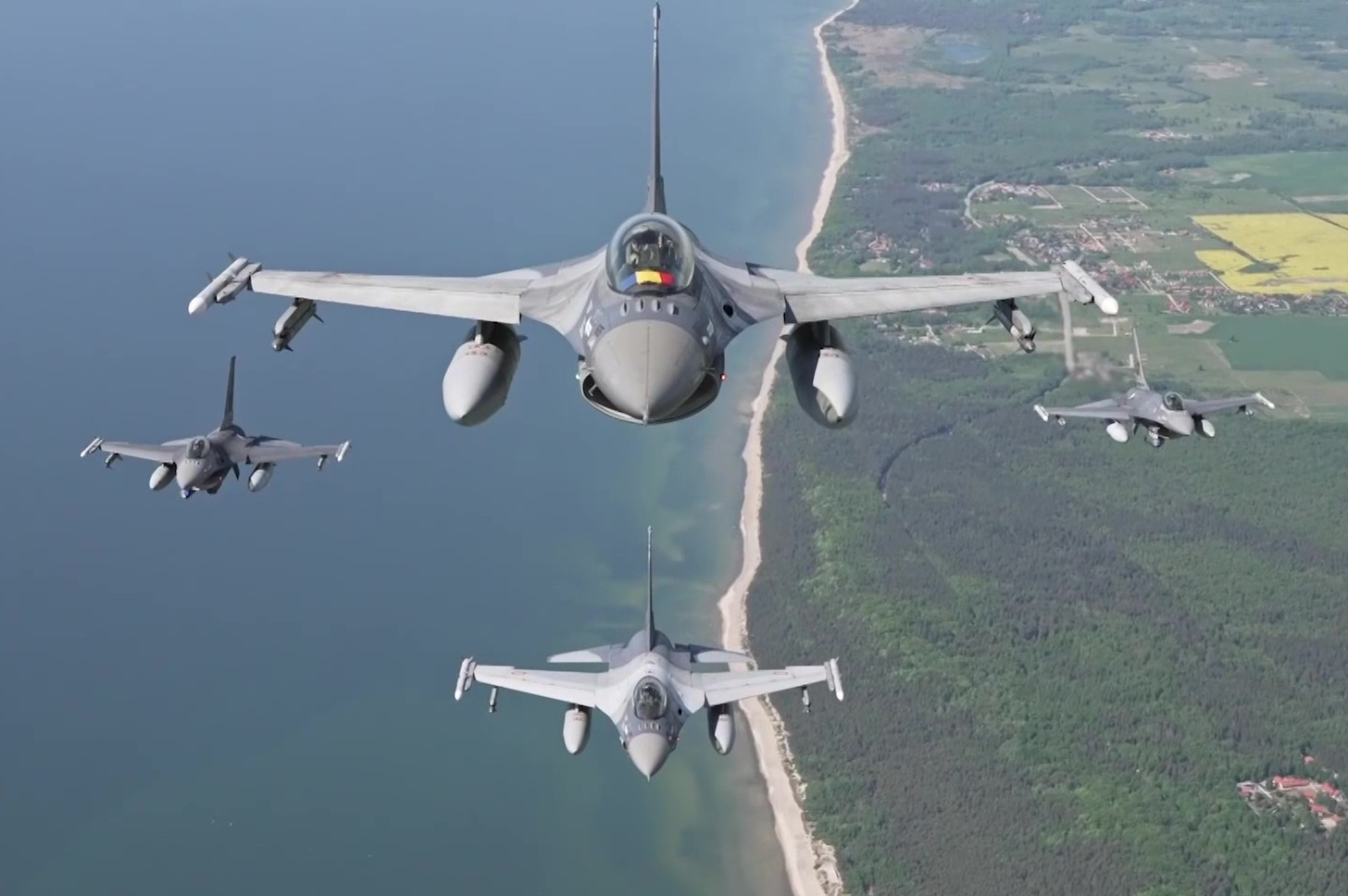
Patrulhas F-16 romenas e portuguesas ajudam a proteger os céus da Estónia, Letónia e Lituânia como parte do Policiamento Aéreo do Báltico (BAP) da OTAN

A comunidade portuguesa na Estónia mantém fortes laços com a sua terra natal e, entre 2000 e 2021, enviou cerca de 2,3 milhões de euros ( € ) para Portugal em remessas . No mesmo período, os estónios em Portugal (cerca de 400 indivíduos)  enviaram aproximadamente 7,27 milhões de euros (€) para a Estónia.

## Língua portuguesa

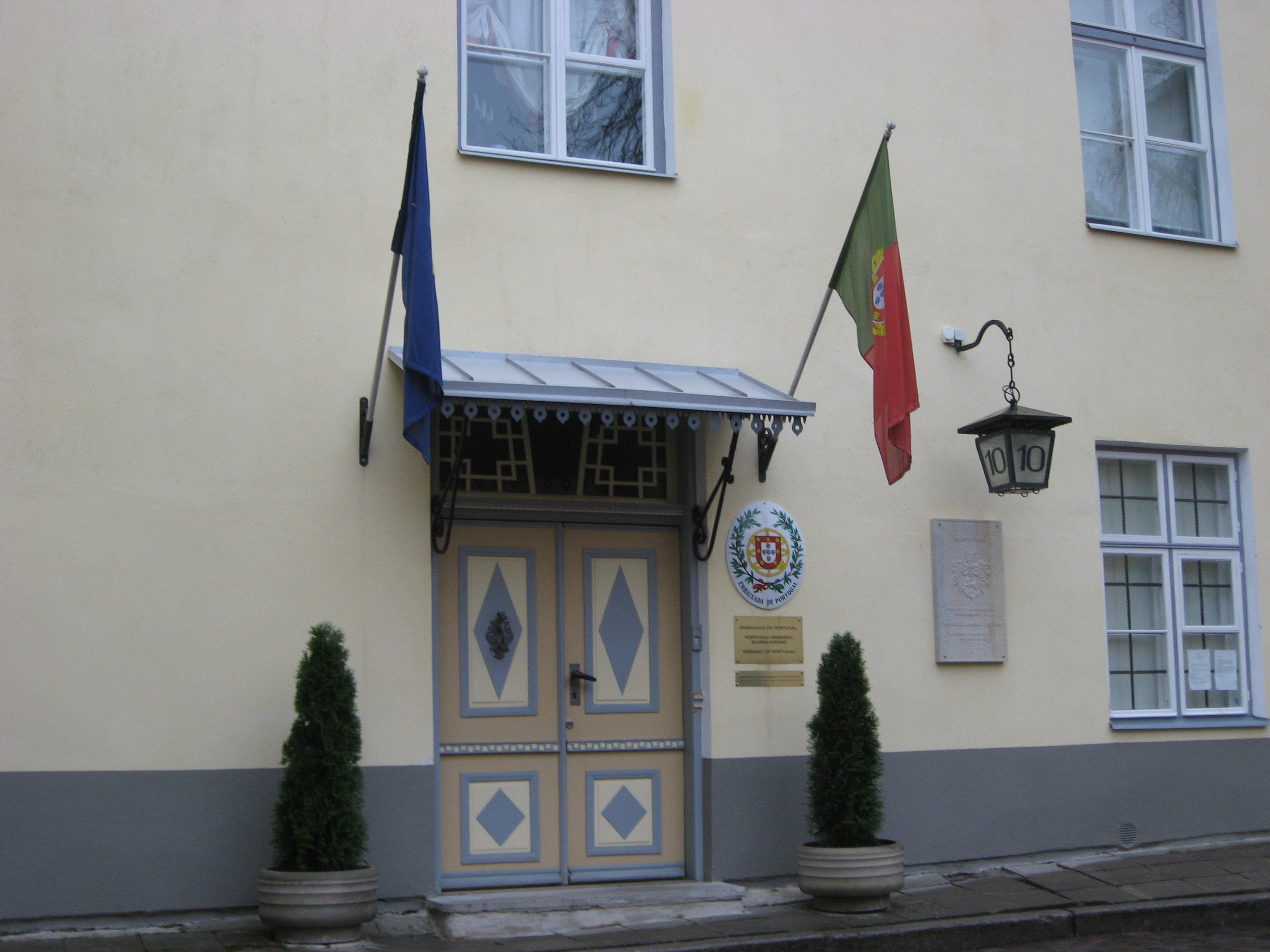
Embaixada de Portugal em Tallinn

Uma das contribuições mais notáveis dos portugueses para a Estónia foi a difusão da língua portuguesa. Tal como mostra o Censo de 2021, o português é a 19ª língua estrangeira mais falada na Estónia, com 1.010 pessoas a afirmarem fluência na língua.  Além disso, houve outras 263 pessoas (das quais 11 eram cidadãos estónios) que declararam o português como língua materna, num total de 1.273 falantes de português na Estónia em 2021, representando 0,1% da população do país . 
Hoje em dia, os portugueses fazem parte de uma comunidade mais vasta de língua portuguesa na Islândia, composta por cerca de 10 pessoas dos PALOP (sendo a maioria de Angola), Timor-Leste ou Macau e cerca de 710 brasileiros .     As pessoas provenientes dos países da CPLP somam assim cerca de 980 pessoas, representando 0,07% da população da Estónia .

## Personalidades destacadas
- João Lopes Marques (1971): escritor, jornalista e blogger português residente em Tallinn